# Limenitis arthechippus
Limenitis arthechippus är en fjärilsart som beskrevs av Samuel Hubbard Scudder. Limenitis arthechippus ingår i släktet Limenitis och familjen praktfjärilar. Inga underarter finns listade i Catalogue of Life.